# Arco
Arco (výslovnost: Arko) je italské město blízko Gardského jezera (Lago di Garda), v autonomní provincii Trento, která patří do regionu Tridentsko-Horní Adiže (Jižní Tyrolsko). Leží 5 km severovýchodně od města Riva del Garda.

## Město a pamětihodnosti
Nad městem se vypíná zřícenina středověkého hradu (Castello di Arco). V samotném městě je krásný park zvaný Parco Arciducale.
V ulici Československých legionářů se nalézá pomník čtyř zajatých československých dobrovolníků, popravených zde v září 1918 rakousko-uherskou armádou.

## Sport
Město Arco je centrem oblíbeného turistického regionu, zvláště na jaře a na podzim, kdy jsou zde ještě snesitelné teploty přes den, v noci není tak chladno a jsou delší dny. U města jsou kempy a u jezera Garda pláž, voda ze studených horských přítoků však bývá chladná.

### Horolezectví
Z mnoha zemí (včetně Česka) se do města a okolí každoročně sjíždějí na dovolenou horolezci, sportovní lezci a bouldristé. V pěší zóně v centru města je několik horolezeckých obchodů a v okolí města je velké množství vápencových skalních stěn, z nichž některé dosahují i výšek od 300 do 1000 m a jsou tak vyhledávaným cílem pro jednodélkové i vícedélkové lezení. Zhruba po dvou letech vychází nová vydání průvodců pro horolezce. Horolezci v regionu přespávají v městě a jeho okolí v hotelech, penziónech, apartmánech, kempech i obytných vozech a také v upravených autech na parkovištích (pokud to není zakázané).
Na přelomu srpna a září se ve městě pravidelně od roku 1987 koná mezinárodní horolezecký festival Arco Rock Master, jehož hlavními vrcholy jsou závody mládeže, prestižní závody třídy masters ve sportovním lezení včetně světového poháru a vyhlášení mezinárodních ocenění Salewa Rock Award a La Sportiva Competition Award.
Závodů se pravidelně účastní řada českých lezců a lezkyň. Mezi vítězi v jednotlivých disciplínách závodů konaných během festivalu figuruje Tomáš Mrázek, Libor Hroza a Adam Ondra. Ondra získal také obě ocenění za své výkony (celkem pět trofejí), mimo jiné zde měl v roce 2012 také přednášku v angličtině, kterou si sám tlumočil do italštiny.

### Jiné sporty
- cyklistika
- paragliding a basejump
- via ferrata

## Doprava
Od severu z města Trento (česky Trident) vede do města Arco údolím podél říčky Sarca ke Gardskému jezeru přes obec Sarche silnice č. SS45. Ta je od západu oddělená pohořím skupiny Monte Bandone od souběžné řeky Adiže a dálnice č. A22, která vede z Brenneru přes Trento do Modeny.

## Galerie

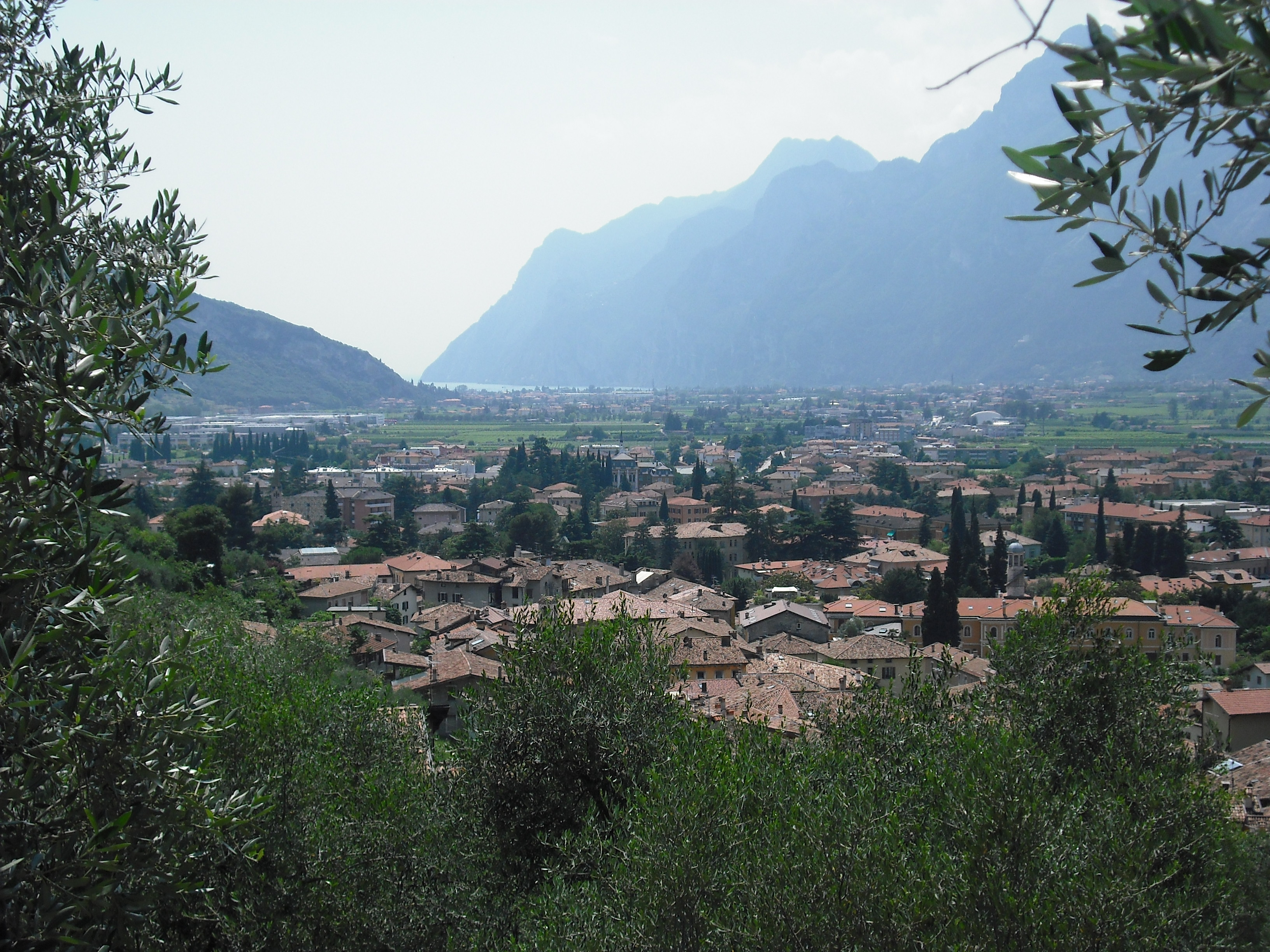
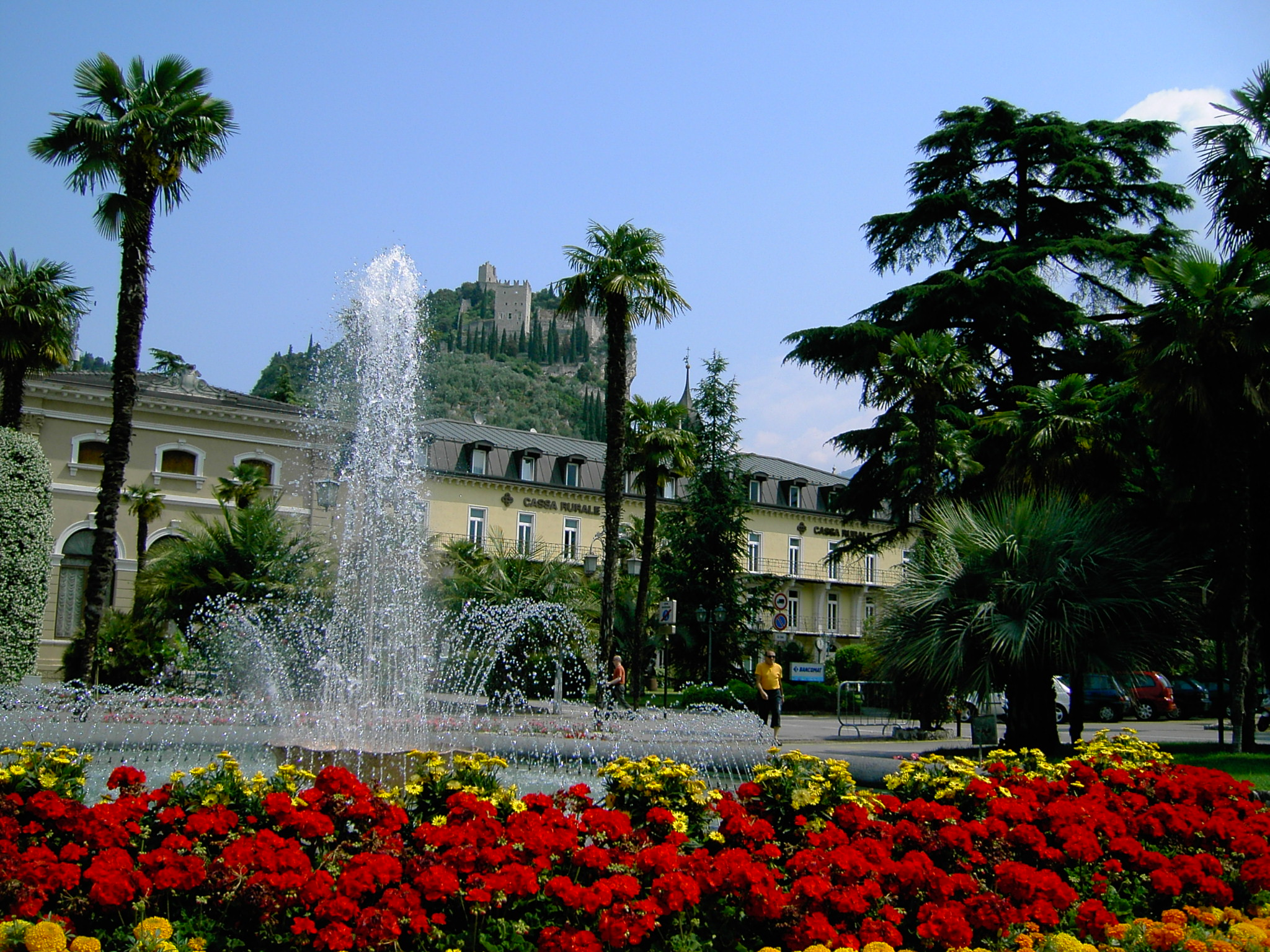
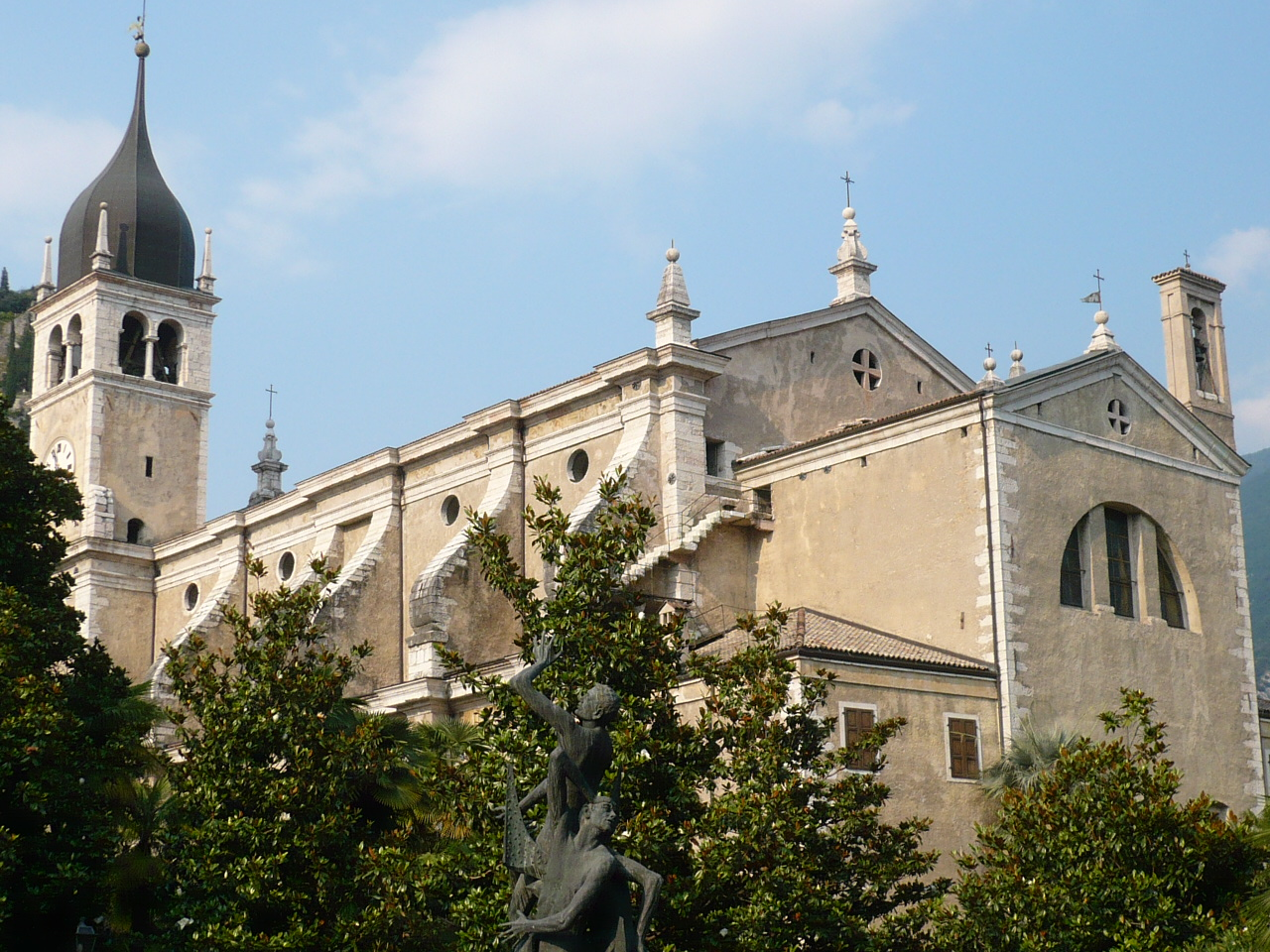
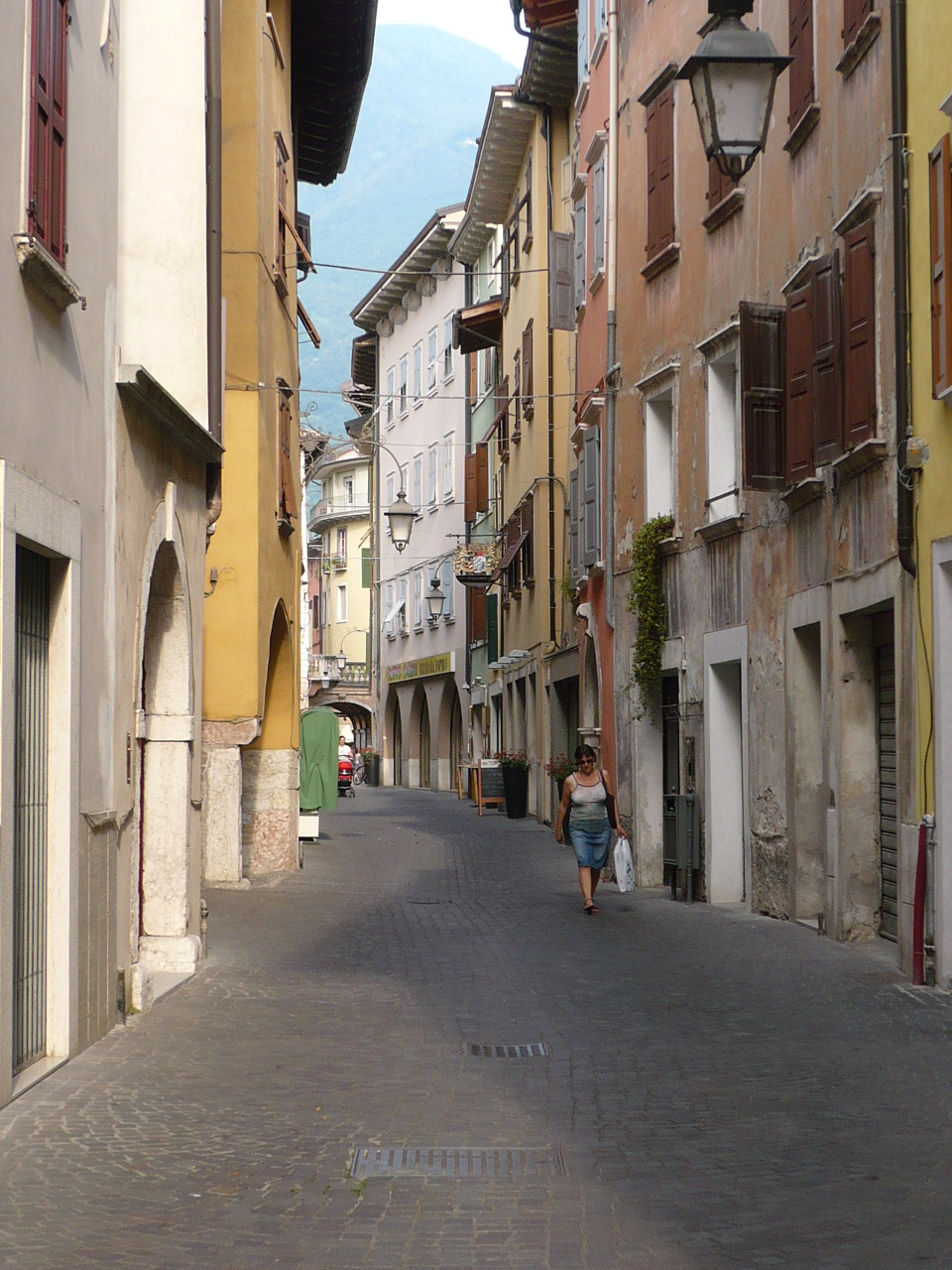
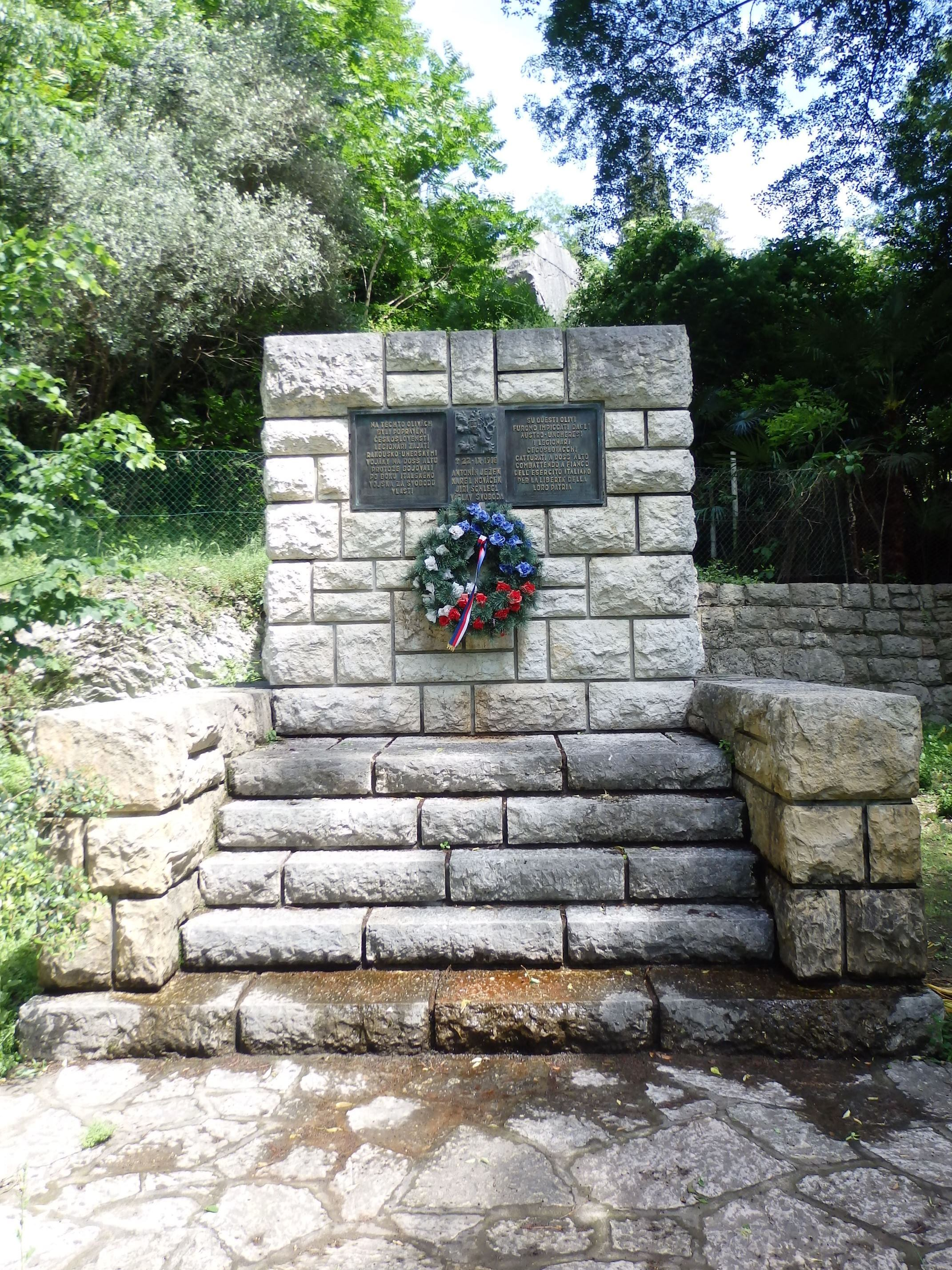
Pomník popravených Československých legionářů
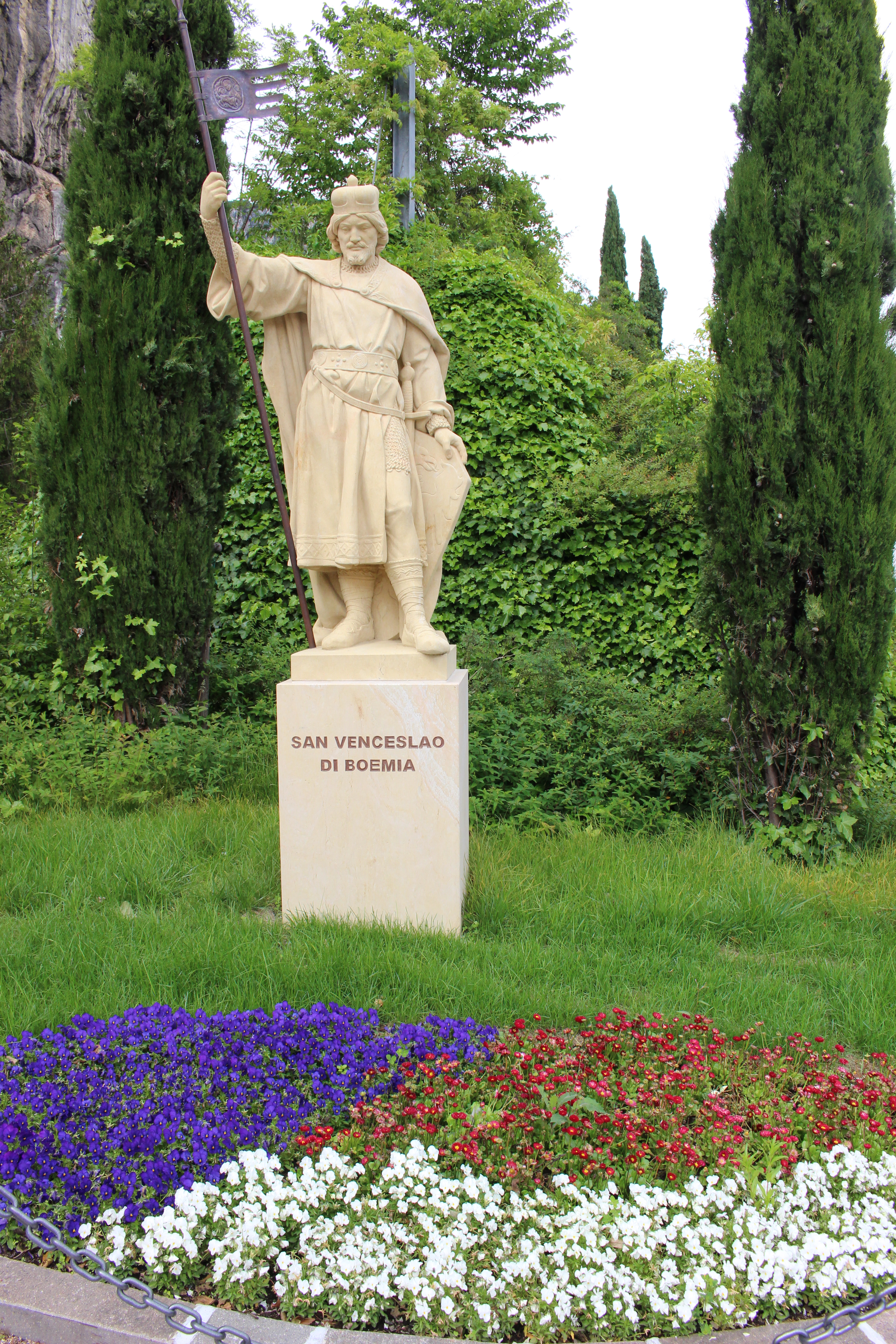
Socha sv. Václava v Arcu